# Підземне сховище газу Мумба
Підземне сховище газу Мумба — інфраструктурний об'єкт газової промисловості Австралії, що знаходиться в пустельному районі на північному сході штату Південна Австралія.
З кінця 1960-х років у басейні Купер діяв газопереробний завод Мумба, який невдовзі вирішили доповнити підземним сховищем. Для створення останнього використали частково відпрацьований поклад родовища Мумба, що знаходиться у нижньому підрозділі пісковикової формації Daralingie (пермський період). Закачування ресурсу почалось в 1981 році.
Особливістю сховища стало те, що воно може зберігати як товарний газ (метанова фракція), так і етан. Останній є цінною сировиною для нафтохімічної промисловості, проте до появи у 1996 році етанопроводу Мумба – Сідней не міг бути поданий споживачам. Як наслідок, з 1984-го етан просто накопичували у сховищі, а з 1986 по 1996 роки також використовували в межах проекту підвищення нафтовилучення на родовищах Тірраварра та Мурарі. 
Сховище має об’єм 2,26 млрд м3 та добову пропускну здатність на відбір у 0,84 млн м3 (за іншими даними, ці показники становлять 1,86 млрд м3 та 0,4 млн м3 відповідно).
Станом на середину 1980-х в роботі сховища використовували 5 свердловин – 3 для етану та 2 для метанової фракції.
Сховище працює у зв'язці з газопереробним заводом Мумба, що видає товарний газ через трубопроводи Мумба – Аделаїда, Мумба – Сідней та Мумба – Валлумбілла.